# Jakob Sigurðarson
Jakob Örn Sigurðarson (Reykjavík, 4 aprile 1982) è un ex cestista e allenatore di pallacanestro islandese.

## Carriera
Con l'Islanda ha disputato i Campionati europei del 2015.

## Palmarès
- Campionato svedese: 1

Sundsvall Dragons: 2010-11